# The Darkness II
The Darkness II – gra komputerowa z gatunku first-person shooter, wyprodukowana przez Digital Extremes, a wydana przez 2K Games na komputery osobiste, PlayStation 3 i Xbox 360. Jej premiera odbyła się 7 lutego 2012. Jest to kontynuacja gry The Darkness z 2007 roku. Nad scenariuszem pracował Paul Jenkins, który stworzył komiks o tym samym tytule.
Gra spotkała się z pozytywnym odbiorem w mediach branżowych. Chwalono głównie fabułę i oprawę graficzną, natomiast źle wyrażano się o długości gry.

## Fabuła

### Tło
Jackie Estacado, zabójca na zlecenie, pracuje w Nowym Jorku dla rodziny Franchetti. W dniu jego 21 urodzin okazuje się, że jest nosicielem Ciemności – starożytnej mocy, z której może tworzyć m.in. macki i darklingi – małe stworzenia, które mu towarzyszą. Partnerka Jackiego, Jenny Romano została wcześniej zamordowana przez Frankiego, byłego dona rodziny Franchetti. Przeciwnością Ciemności jest Angelus – mityczna postać zrodzona ze światła. Usunięcie Ciemności z jej nosiciela jest możliwe przy użyciu starożytnego artefaktu zwanego syfonem.

### Streszczenie
Gra rozpoczyna się dwa lata po wydarzeniach z pierwszej gry. Jackie Estacado został głową rodziny Franchetti i nauczył się tłumić Ciemność. Jackie jest prześladowany przez wspomnienie swojej zamordowanej dziewczyny, Jenny Romano. Podczas pobytu w restauracji Jackie i jego ludzie zostają zaatakowani przez konkurencyjny gang. Ciężko ranny jest zmuszony ponownie wypuścić Ciemność, przywracając swoje moce. Wspomagany przez darklinga, ściga swoich napastników do pobliskiego metra. Jackie jest zahipnotyzowany wizją Jenny na torach, po czym zostaje potrącony przez pociąg. Budzi się w czymś, co wydaje się być azylem zajmowanym przez jego ludzi.
Wracając do świata żywych, Jackie przegrupowuje się ze swoimi ludźmi w apartamencie, aby zaplanować kontratak. Jeden z jego najbliższych współpracowników, Jimmy, daje informację wskazującą na Swifty'ego, jednego z bossów przestępczych. Po obezwładnieniu Swifty'ego, wyjaśnia on, że podejrzana grupa, którą spotkał w klubie, zapłaciła mu za atak na Jackiego. Zanim zdążył ujawnić cokolwiek innego, Ciemność brutalnie go zabija. Vinnie – jeden z ludzi Jackiego – prosi o pomoc swojego znajomego z klubu. Na miejscu Jackie spotyka uzbrojonych kultystów bractwa, które zaplanowało atak w celu wykorzystania Ciemności dla siebie. Celują w Jackiego oślepiającymi światłami, które hamują moce Ciemności, a bohater zostaje znokautowany. Budząc się, zostaje ukrzyżowany i widzi syfon – urządzenie wysysające jego mroczną moc. Pojawia się Victor, który oferuje odebranie mu Ciemności w zamian za życie swojej rodziny. Odmawiając, na chwilę traci przytomność i trafia do piekła, w którym Ciemność więzi duszę Jenny.
Jackie ucieka, ale Victor grozi zamordowaniem jego ciotki, Sarah. Gdy klub staje w płomieniach, Ciemność oferuje duszę Jenny w zamian za syfon. Jackie przegrupowuje się ze swoimi ludźmi, aby odzyskać apartament, ale Jackie zostaje postrzelony i obezwładniony przez Bragga, czołowego strażnika bractwa, który później zabija jego ciotkę. Po postrzeleniu Jackie budzi się na oddziale psychiatrycznym, gdzie Jenny i członkowie jego załogi pojawiają się jako personel i pacjenci. Mówią mu, że jego historie o mafii to złudzenia. Na pogrzebie Sary bractwo przypuszcza kolejny atak. Jackie bije Bragga, który ujawnia, że Victor działa w opuszczonym parku rozrywki. Jackie wkrótce zostaje schwytana przez Victora w żelaznej dziewicy i traci przytomność z powodu utraty krwi. Ponownie budzi się na oddziale, ale woźny, który okazał się jego darklingiem, wyjaśnia, że azyl jest pułapką, aby utrzymać go przy życiu i z dala od Jenny.
Jackie budzi się i odkrywa, że Victor skutecznie wyssał z niego Ciemność. Darkling pomaga mu uciec i odzyskać niewielką część Ciemności. Bohater ściga dalej Victora przez posiadłość należącą niegdyś do swojego ojca, Carlo Estacado. Jackie dowiaduje się od Victora, że Carlo obiecał bractwu Ciemność, aby upewnić się, że Jackie nie będzie musiał cierpieć tak jak on. Docierając na strych, zabija Victora i przebija się syfonem, odzyskując Ciemność, po czym zabija się, by uratować Jenny z piekła. Jackie ponownie budzi się na oddziale psychiatrycznym, gdzie personel proponuje, że zabierze go do Jenny. Pojawia się darkling i pomaga mu uciec. Kiedy Jackie dociera na dach, spotyka tam Victorem (pod postacią lekarza), Jenny i sanitariuszką, którzy próbują przekonać Jackiego, że jego życie jako szefa mafii to złudzenie, a świat na oddziale psychiatrycznym jest prawdziwy.
Na dachu azylu gracz może wybrać, czy Jackie zostanie z Jenny na oddziale, czy też odrzuci azyl i spróbuje dotrzeć do piekła. Jeśli gracz zdecyduje się zostać, oboje wracają do azylu i powolnie tańczą do utworu „I Only Have Eyes for You”, a gra się kończy. Jeśli gracz zdecyduje się odrzucić azyl, Jackie skacze z dachu i wpada do piekła. Ciemność, w przypływie wściekłości, wysyła demony, aby powstrzymać go przed dotarciem do Jenny. Po długiej walce udaje mu się uwolnić Jenny. W scenie po napisach końcowych, dziewczyna staje się być nowym nosicielem postaci Angelusa, która widziała zniszczenia spowodowane przez Jackiego i Ciemność, i stwierdza, że stał się on zbyt potężny i zostawia ich uwięzionych w piekle.

## Rozgrywka
Gracz steruje postacią Jackiego z perspektywy pierwszej osoby. Jackie może używać różnych broni palnych, takich jak pistolety maszynowe, strzelby i karabiny szturmowe, a także dwóch broni jednocześnie. Dodatkowo dysponuje mocami Ciemności, jak macki, które mogą być używane do cięcia wrogów lub podnoszenia różnych przedmiotów w otoczeniu (parkometry, drzwi samochodu), a także jako broń miotająca lub tarcza. Za pomocą macki może wyrwać serca poległych wrogów i pożreć je lecząc zdrowie, podnieść wrogów do egzekucji lub rzucić. Gracz jest prowadzony przez darklinga, stworzenie podobne do goblina, które pomaga w walce oraz zbiera broń i amunicję. W kilku punktach gracz może bezpośrednio kontrolować darklinga, pozwalając mu przeciskać się w ciasnych przestrzeniach, do których Jackie nie może wejść i zabijać wrogów od tyłu. W przypadku wystawienia na działanie światła, regeneracja zdrowia i moce Ciemności są wyłączone, a wzrok bohatera staje się zamazany. Gracz może wyłączyć te światła, strzelając do nich, czy powodując ich awarię. Gra zawiera elementy występujące w grach RPG. Zabijanie wrogów, pożeranie serc i wykonywanie egzekucji zapewnia graczowi esencję, którą można wykorzystać do zakupu ulepszeń w kapliczkach talentów. Zbieranie reliktów, które służą jako przedmioty kolekcjonerskie, daje niewielką ilość esencji. Drzewo umiejętności jest podzielone na cztery kategorie.
Gra zawiera kooperacyjną kampanię wieloosobową o nazwie „Vendettas”, która przebiega równolegle do głównej kampanii i pozwala na wspólną zabawę maksymalnie czterem graczom. Historia opowiada o czterech zabójcach, którzy próbują powstrzymać Bractwo przed zdobyciem Włóczni Przeznaczenia. Każda postać ma inne moce i jest uzbrojona w unikalną broń specjalną. Na przykład Inugami jest postacią, która używa miecza samurajskiego nasyconego Ciemnością, podczas gdy Shoshanna używa garłacza, który może strzelać bez kul. Chociaż tryb można grać w pojedynkę, jest to znacznie trudniejsze. Istnieje także tryb zręcznościowy zwany „Hit List”, który pozwala graczom na powtórkę niektórych misji Vendetta i ukończenie wyzwań.

## Produkcja
Po premierze pierwszej części stworzonej przez Starbreeze Studios wydawca 2K Games zwrócił się do kanadyjskiego dewelopera Digital Extremes o opracowanie kontynuacji. Zespół pracował nad tytułem przez trzy lata. Zespół spędził dużo czasu na tworzeniu narracji gry, a Paul Jenkins powrócił jako autor scenariusza. Według dyrektora generalnego Starbreeze (Mikael Nermark), firma nie miała możliwości pracy nad drugą częścią i była już zajęta pracą nad Syndicate (2012).
Według Sheldona Cartera, pracownika Digital Extremes, firma zgodziła się przejąć odpowiedzialność za rozwój, ponieważ zespół chciał stworzyć strzelankę z dużym naciskiem na historię. Zarówno Jenkins, jak i zespół Digital Extremes ściśle współpracowali, a zespół wprowadzał poprawki w skrypcie Jenkinsa, aby dopasować je do rozgrywki. Carter nazwał tę narrację historią miłosną, która w jego mniemaniu balansuje adrenalinę pochodzącą z akcji, podczas gdy pierwsza część trzyaktowej fabuły gry dotyczyła „przetrwania”, ponieważ Jackie został zaatakowany przez tłum. Zespół spędził dużo czasu pracując nad postacią Jackiego. Carter porównał Jackiego do Tony'ego Soprano, postaci, która musi zmierzyć się z wieloma wewnętrznymi zmaganiami. Zespół miał nadzieję, że ta historia sprawi, że gracze będą sympatyzować z bohaterem. Według projektanta Toma Galta, podczas gdy Jackie był szefem mafii na powierzchni to w głębi serca jest człowiekiem i dobrodusznym facetem. Z dużym naciskiem na narrację, darkling otrzymał osobowość i odegrał ogromną rolę w przedstawionej historii. Gra nie przenosi się na trzecią osobę, więc ograniczony zakres kontroli może być przyznany graczom nawet w filmach. Jedną z największych próśb graczy pierwszej gry było, aby Mike Patton powrócił i ponownie zdubbingował Ciemność. Nolan North służył jako zastępczy aktor głosowy dla Jackiego podczas preprodukcji gry, zanim Brian Bloom został wybrany na głos postaci.
Komiks Darkness stanowił dużą inspiracją dla zespołu. Po przeczytaniu go zdecydowali się przyjąć styl graficzny inspirowany komiksami noir, ponieważ wierzyli, że do sukcesu samego komiksu przyczyniło się użycie kontrastowych kolorów. Zespół wykorzystał niektóre zasoby stworzone przez Starbreeze jako odniesienie, ale także stworzył nowe, używając własnego wewnętrznego silnika gry o nazwie Evolution Engine, który zasilał poprzednią grę studia Dark Sector (2008). Artyści ręcznie malowali większość tekstur wykorzystanych w grze; choć pomysł ten spotkał się początkowo z oporem grafików ze względu na ogromne obciążenie pracą, ostatecznie przyjęto ten styl w zamian za zwykły cel-shading.
Zespół zdecydował się uczynić tytuł bardziej zorientowanym na akcję, próbując odróżnić się od swojego poprzednika. Udoskonalono mechanikę strzelania i wprowadzono koncepcję „czwórki”, która pozwala graczom na walkę zarówno przy użyciu macek, jak i broni do pojedynków. Carter wyjaśnił, że widzieli w mackach okazję do uczynienia walki bardziej bliską i osobistą. Mechanika posługiwania się czwórkami umożliwiła bardziej zróżnicowaną walkę, umożliwiając graczom podejście do tego samego scenariusza z różnymi stylami walki i zachęcając graczy do eksperymentowania z różnymi taktykami. Rozgrywka została zaprojektowana jako brutalna, a niektóre animacje egzekucji zostały usunięte, ponieważ nie były wystarczająco ekstrawaganckie. Aby gra nie była zbyt łatwa, zespół wyłączył moce Jackiego, gdy był wystawiony na działanie światła, i stworzył różne typy wrogów, aby rzucić graczowi różne wyzwania.
Tryb współpracy w grze Vendetta zawiera historię, która przebiega równolegle do głównej narracji gry. Zespół wyobraził sobie Vendettę jako czarną komedię z przesadnymi postaciami. Tonalnie bardzo różni się od głównej części gry, a zespół miał nadzieję, że gracze użyją trybu Vendetta, aby „wypuścić trochę pary” po zapoznaniu się z historią Jackiego w głównej narracji. Zespół użył tego trybu do zbadania innych postaci i elementów we wszechświecie, a Jenkins napisał ponad 10 stron historii dla każdej z czterech grywalnych postaci.
2K zaprezentowało grę w maju 2011 roku. Początkowo gra miała zostać wydana w październiku tego samego roku, jednak 2K ogłosiło w lipcu, że premiera zostanie opóźniona do lutego 2012 roku. Gracze, którzy zamówili grę w przedsprzedaży, zostali darmową aktualizację do edycji limitowanej, która obejmuje ilustrację sporządzoną przez Marca Silvestriego oraz cyfrowe wersje pierwszego i drugiego tomu komiksu The Darkness Origins. 2K zapewniło szeroki marketing gry, uruchamiając czterotygodniowy program promocyjny w radiu Kerrang, współpracując ze sklepem Forbidden Planet w zakresie wystaw i promocji w sklepach oraz umieszczając reklamy telewizyjne na kanałach SyFy i Horror Channel. Wersja demonstracyjna gry została wydana w styczniu 2012 na Steamie, Xbox Live Arcade i PlayStation Network.

## Odbiór gry
Gra zyskała uznanie recenzentów dostając średnią ocen 80/100 na stronie Metacritic. Chwalono grafikę, opisując ją jako unikatową i pasującą do fabuły gry. Jako słabe oceniono krótką kampanię, przewidywalną sztuczną inteligencję i niesatysfakcjonujący tryb gry wieloosobowej.
Przedstawiona historia zyskała uznanie wśród krytyków recenzujących tytuł. Mikel Reparaz z GamesRadar opisał tę narrację jako po części dramat o mafii, po części surrealistyczną komedię, a po części romans z nadprzyrodzoną zemstą, choć nie podobało mu się zakończenie w stylu cliffhanger. Reparaz zauważył, że postacie drugoplanowe były ujmujące i stwierdził, że są dobrze napisane i zagrane. Stwierdził, że podoba mu się kombinacja bronią i ramionami demona. Podobały mu się również animacje egzekucji, które uznał za brutalne i nigdy się nie starzejące, chociaż poczuł, że strzelanie z pistoletu stało się powtarzalne pod koniec gry. Anthony Gallegos z IGN uznał, że historia nie jest od razu tak interesująca jak w pierwszej grze i zauważył, że ponownie wykorzystała niektóre ze schematów fabularnych użytych w starszych grach. Jednak zauważył, że niektóre sceny z Jenny były wzruszające, co czyniło historię bardziej osobistą dla gracza. Jednocześnie skomentował, że fabuła gry pozwoliła tytułowi mieć lepsze tempo. Rich McCormick z magazynu PC Gamer pochwalił historię za to, że jest wciągająca, a tytuł gra z koncepcjami niewiarygodnej narracji w sposób, na który pozwalają tylko gry wideo. Andrew Reiner z Game Informer zauważył, że w przeciwieństwie do oryginalnej gry, tytuł jest bardziej szybką strzelanką niż thrillerem o zjawiskach nadprzyrodzonych, i czuł, że historia i postacie są gorsze w porównaniu z pierwszą grą. Kevin VanOrd z GameSpot pochwalił rozwój postaci i tempo gry. Opisał też fabułę jako niezwykłą i przerażającą i dodał, że narracja gry jest doskonała, kiedy gra z twoimi oczekiwaniami i sprawia, że się zastanawiasz nad jej sensem.
Rozgrywka spotkała się z pozytywnym odzewem krytyków. Daniel Bischoff z Game Revolution nazwał strzelanie jako udane, a ramiona demona przyjemne do kontrolowania. Szczególnie podobała mu się różnorodność walki i typy przeciwników, które stawiają graczy w różnych scenariuszach walki. Jednak był rozczarowany długością gry, która trwała zaledwie siedem godzin. Zimmerman zgodził się, że gra była krótka, ale powiedział, że tytuł był zabawny przez cały czas. Dan Whitehead z Eurogamer również pochwalił macki demona i dodał, że pomogło to otworzyć możliwości walki, z którymi inne gry nie mają szans konkurować. Ponadto pochwalił dewelopera za przyspieszenie walki i udoskonalenie rozgrywki względem oryginału. Gallegos pochwalił walkę za ogromną przewagę w stosunku do pierwszej części i powiedział, że demoniczna natura Jackiego sprawiła, że gra była bardziej ekscytująca, ponieważ gracze mogli skupić się na zabawnych sposobach zabijania wrogów. Podobały mu się także drzewka umiejętności, które, jak sądził, ożywiały walkę w późniejszych częściach gry. McCormick zauważył, że kontrola gry nie była zbyt przytłaczająca dla graczy, mimo że musieli kontrolować wiele kończyn jednocześnie. Jednak był rozczarowany końcowymi poziomami, które uważał za nudne. Reiner chwalił grę za to, że gracze czują się potężni, ale uważał, że gra była powtarzalna ze względu na brak zróżnicowania walki i zauważył, że opiera się ona bardziej na refleksie niż strategii. Większość recenzentów uważała, że kooperacyjny tryb dla wielu graczy był fajny i zapewniał dodatkową rozgrywkę dla skądinąd krótkiego tytułu, chociaż zarówno Ben Gilbert z Joystiq, jak i Zimmerman uważali, że walka nie jest tak ekscytująca jak główna gra, ponieważ grywalne postacie w trybie Vendetta nie mają macek. Whitehead zauważył, że tryb był podstawowy do tego stopnia, że był prymitywny, chociaż uznał, że druga historia była przyjemna.
Oprawa graficzna gry otrzymała mieszane recenzje. Gilbert pochwalił kierunek artystyczny, nazywając go wspaniałym i imponującym. Zimmermanowi spodobała się grafika typu cel-shading, która, jego zdaniem, kojarzy się z komiksem, na którym gra bazuje, co sprawiło, że szybko się w nią wciągnął. Jednak Reiner czuł, że nowy styl graficzny nie oddaje niesamowitego charakteru oryginalnej gry. Gallegos zauważył, że recenzowana kopia cierpiała na błędy oprogramowania, zepsute animacje, usterki i problemy z liczbą klatek na sekundę i uważał, że gra została zniszczona przez niedociągnięcia.